# 湖涌停车场
湖涌停车场位于中国广东省佛山市禅城区南庄镇季华路与紫洞路交界处，是佛山地铁2号线的车辆基地，与绿岛湖站接轨。

## 历史
- 2018年6月16日，湖涌停车场出场线盾构始发条件验收顺利通过[1]。
- 2018年8月30日，湖涌停车场出场线百环验收顺利通过[2]。
- 2018年11月3日，湖涌停车场型钢立柱顺利通过首件验收[3]。
- 2019年1月10日，湖涌停车场出入场线盾构区间出场线隧道顺利贯通[4]。入场线隧道亦于3月14日贯通[5]。
- 2019年7月20日，湖涌停车场B区最后一块梁板B3区屋面板开始浇筑[6]。
- 2019年8月1日，湖涌停车场出入场线盾构区间顺利通过验收[7]。
- 2019年8月23日，佛山地铁2号线一期工程首列车接车仪式在湖涌停车场举办[8]。
- 2019年11月28日，湖涌停车场D6区最后一块TOD梁板顺利浇筑完成[9]。
- 2020年4月27日，湖涌停车场TOD盖上汽车库主体结构全部完成，顺利封顶[10]。
- 2020年9月6日，湖涌停车场、花卉主变电所、瓷都主变电所顺利完成临时“三权”移交[11]。

## 事件
2022年5月10日，有来自佛山市禅城区南庄镇万科金域时光4座的业主在人民网领导留言板反映称，其房屋受到湖涌停车场列车出入场噪声的干扰，导致居民无法入睡。佛山市自然资源局回复时称建议地铁建设单位安装隔音措施，而佛山地铁则称将取消列车进出湖涌出入场线的常规鸣笛操作。
2023年5月9日至28日，湖涌停车场内部其中一条进出场地下隧道开展应急抢修，期间临时封闭佛清从高速北行辅道入口。5月26日，当局称湖涌停车场出入场线需“病害除险加固”，再延长封闭相关路段至2023年9月27日。